# Habsburg–Estei Mária Leopoldina főhercegnő
Habsburg–Estei Mária Leopoldina (ismert még mint Ausztria–Estei Mária Leopoldina főhercegnő, teljes nevén Mária Leopoldina Anna Jozefa Johanna, németül: Erzherzogin Maria Leopoldine von Österreich-Este, olaszul: Arciduchessa Maria Leopoldina d'Asburgo-Este; Milánó, 1776. december 10. – Wasserburg am Inn, 1848. június 23.), a Habsburg–Lotaringiai-ház estei ágából származó osztrák főhercegnő, modenai hercegnő, Ferdinánd Károly főherceg és Estei Mária Beatrix hercegnő második leánya, aki Károly Tivadar választófejedelem második hitveseként pfalzi és bajor választófejedelemné 1795 és 1799 között, majd második házassága révén Arco grófnéja Ludwig von Arco gróf feleségeként. Emancipált, lázadó személyiség, tevékeny és sikeres üzletasszony, szabados életvitele miatt a Habsburg-család „enfant terrible”-je.

## Élete

### Származása

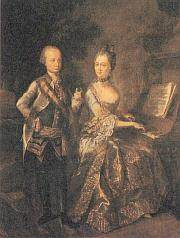
Szülei: Ferdinánd Károly Antal főherceg és Estei Mária Beatrix hercegnő.

Habsburg–Estei Mária Leopoldina főhercegnő 1776-ban született Milánóban, a Habsburg Birodalomhoz tartozó Lombardia tartomány fővárosában. Édesapja Ferdinánd Károly Antal osztrák főherceg (1754–1806) volt, I. (Lotaringiai) Ferenc német-római császár és Mária Terézia császárné fia, Lombardia főkormányzója, II. József császár öccse.
Édesanyja Estei Mária Beatrix modenai hercegnő (Principessa Maria Beatrice Ricciarda d'Este, duchessa di Modena, 1750–1829) volt, III. Herkules Regináld (Ercole III. Rinaldo d’Este) hercegnek, Modena és Reggio Hercegség trónörökösének, 1780-tól III. Herkules néven Modena utolsó Este-házi uralkodó hercegének és a Cybo–Malaspina családból származó Mária Terézia hercegnőnek (1725–1790), 1731 óta Massa és Carrara Hercegség uralkodó hercegnőjének egyetlen élő leánya, az Este-ház utolsó tagja, és a Este hercegi birtokok örököse.
A szülők 1771-ben kötött házasságukkal megalapították a Habsburg–Lotaringiai-ház Este–Modenai mellékágát Haus von Österreich-Este). 10 gyermekük született, köztük Mária Leopoldina volt a második, aki megérte a felnőttkort. A testvérek közül heten érték meg a felnőttkort.
- József Ferenc főherceg (*/† 1772), születésekor meghalt.
- Mária Terézia Johanna főhercegnő (1773–1832), aki I. Viktor Emánuel szárd–piemonti királyhoz ment feleségül.
- Jozefina főhercegnő (1775–1776), kisgyermekként meghalt.
- Mária Leopoldina főhercegnő (1776–1848), pfalzi és bajor választófejedelemné, majd Arco grófné.
- Ferenc József Károly főherceg (1779–1846), 1814–1846-ig IV. Ferenc néven Modena uralkodó hercege, aki Savoyai Mária Beatrix szárd királyi hercegnőt vette feleségül.
- Ferdinánd Károly József főherceg tábornagy (1781–1850), a napóleoni háborúkban a császári hadak főparancsnoka, 1830-tól Galícia főkormányzója.
- Miksa József főherceg (1782–1863) tüzértábornok, erődítési szakértő, 1835–63-ig a Német Lovagrend 56. Nagymestere.
- Mária Antónia főhercegnő (1784–1786), kisgyermekkorban meghalt.
- Károly Ambrus főherceg (1785–1809), magyar hercegprímás, 1808-tól esztergomi érsek.
- Mária Ludovika Beatrix főhercegnő (1787–1816), osztrák császárné, magyar és cseh királyné, I. Ferenc osztrák császár harmadik felesége.

### Gyermekkora
Mária Leopoldina apjának, a császári főkormányzónak milánói udvarában nőtt fel. Szülei nagy gondot fordítottak gyermekeik neveltetésére, hogy később előnyös házasságokat köthessenek, és magasabb rangba juthassanak. Az apa, Ferdinánd Károly főherceg e tekintetben méltó volt anyjához, a leányainak dinasztikus házasságait ügyesen szervező Mária Terézia császárnéhoz. Mária Leopoldina 13 éves volt, amikor legidősebb nővérét, a nagyanyjuk nevét viselő Mária Teréziát 1789-ben férjhez adták Viktor Emánuel szárd–piemonti trónörököshöz. Maga Mária Leopoldina életvidám kislány volt, itáliai őseitől igazi déli temperamentumot örökölt. Érzékenyen reagált az őt érő igazságtalanságokra, véleményét hangosan, nemegyszer harsányan adta környezete tudtára.

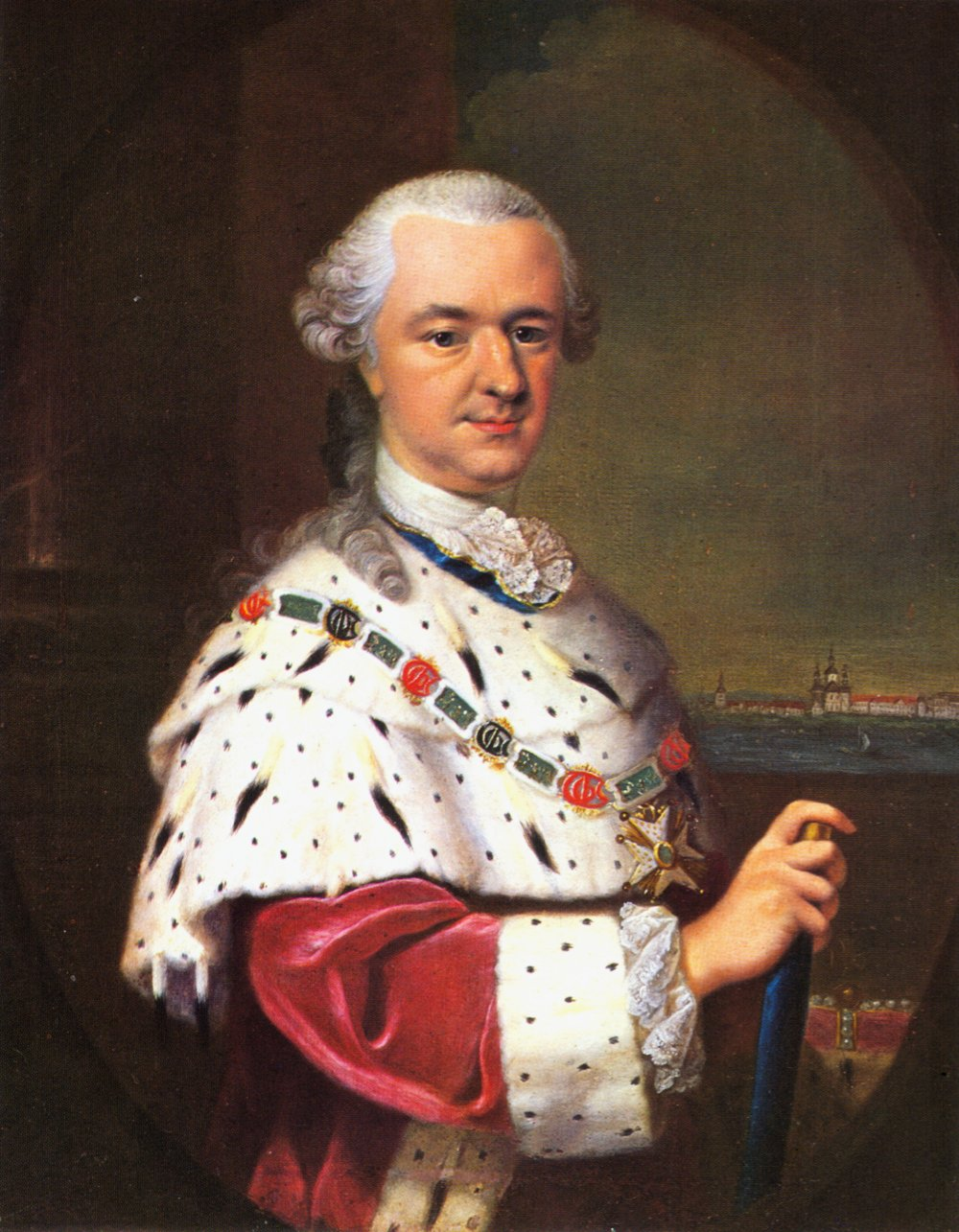
Károly Tivadar pfalzi és bajor választófejedelem

### Első házasságának körülményei
1795-ben a 19 éves Mária Leopoldina főhercegnőt akarata ellenére feleségül adták a 71 éves Károly Tivadar herceghez, a pfalzi és bajor választófejedelemhez (Karl Theodor von Pfalz und Bayern, 1724–1799), a Pfalz–Sulzbach-ház utolsó férfi tagjához, aki 52 évvel (!) idősebb volt ifjú menyasszonyánál. A házasságnak egyetlen, kétségbeesett célja volt: utódot, trónörököst nemzeni a kihalás előtt álló Pfalz–Sulzbach hercegi háznak.
A Wittelsbach-ház pfalz–sulzbachi ágából származó Károly Tivadar választófejedelem első házasságát 1742-ben kötötte Erzsébet Auguszta pfalzi grófnővel (Pfalzgräfin, 1721–1794). Egyetlen gyermekük született, Franz Ludwig Joseph herceg, aki azonban 1761. június 29-én meghalt. Károly Tivadarnak ugyan számos törvénytelen gyermeke volt szeretőitől, Françoise Després-Verneuil színésznőtől, Parkstein grófnéjától és Maria Josefa Seyferttől, Heydeck grófnéjától, de trónutódlásra jogosult utódja nem volt, a Pfalz–Sulzbach házat kihalás fenyegette. Első feleségének halála (1794 augusztusa) után Károly Tivadar új házasságot kívánt kötni, trónörökös reményében. Figyelme a közismerten termékeny Habsburg–Lotaringiai-ház felé irányult. II. Ferenc német–római császár a család Este–i ágából való unokahúgát, Mária Leopoldina főhercegnőt nézte ki számára. A főhercegnő csinos, jól fejlett és jól nevelt leányzó volt, anyaságra kifejezetten alkalmasnak tartották. Kisebb testi hibáját (bal lába némileg rövidebb volt) sem hallgatták el, ennek ellenére kiváló táncosnak írták le. A frigy a Habsburg Birodalom számára is előnyösnek tűnt, a születendő utód távol tartotta volna a bajor fejedelmi tróntól a Wittelsbachok zweibrücken–birkenfeldi ágát, a Habsburgok ősi ellenlábasát.
Az 1794-ben 18 éves Mária Leopoldina még nem tudott a császári javaslatról, nem is ismerte 70 éves jövendőbelijét. Anyja, Mária Beatrix főhercegné erőteljesen tiltakozott az agg vőlegény ellen, de az államérdek győzött, a szülők megadták beleegyezésüket. 1795 januárjában a választófejedelem megbízottja, Waldburg–Zeil gróf Milánóba érkezett a házassági szerződés megtárgyalására. A gróf átadta a szülőknek a férjjelölt arcképét. Hűbérurának írt levelében részletesen leírta a menyasszonyról szerzett pozitív benyomásait, vallásos buzgóságát, olasz, német, francia nyelvismeretét. Az idős Károly Tivadar úgy döntött, ifjú felesége az ő halála után megtarthatja a müncheni választófejedelmi palotát, özvegyi udvartartását az állam költségvetéséből kell majd fizetni. A házassági szerződést – Mária Leopoldina vonakodása ellenére – 1794 végén megkötötték.
Az esküvőt 1795. február 15-én, éppen farsang vasárnapján tartották az innsbrucki császári palota (Hofburg) tróntermében, a legszűkebb családtagok jelenlétében. Három nappal később az idős választófejedelem és ifjú felesége útra keltek München felé. Érkezésüket a bajor fővárosban nagyszabású udvari bálokkal és színházi díszelőadásokkal ünnepelték.

### Házasságának összeomlása
A házasság, mint várható volt, teljes kudarcba torkollott. Mária Leopoldina eleinte megpróbált eleget tenni annak, amit családja és férje elvárt tőle, de agg férje semmilyen vonzalmat sem keltett benne. Veszekedések sorozata után Mária Leopoldina visszautasított minden testi érintkezést férjével, és fiatalabb férfiakat keresett. Egyik viszonyt a másik után létesítette, szeretők sorával vette körül magát. Viszonya volt Franz Eck (1774–1804) udvari zenésszel, a nagy hatalmú gróf Maximilian von Montgelas miniszterrel (1759–1838), Carl von Arco gróf udvari kamarással, és Karl von Rechberg gróffal, az augsburgi dóm világi kegyurával (Domherr), a kor hírhedt szoknyavadászával, sőt még egy olasz gárdatiszttel is. Nyíltan megszégyenítette utódra áhítozó férjét, amikor annak rokonát, a Wittelsbach-ház „konkurens” ágának, a Zweibrücken–Birkenfeld családnak fejét, Miksa József palotagrófot (1756–1825) is szeretőjévé tette.
Mária Leopoldina viselkedését maguk a Habsburgok is megbotránkozással fogadták, de nem tudták megfékezni. A főhercegnő őket tette felelőssé dinasztikus kényszerházasságáért, és megszakított velük minden kapcsolatot. Bosszúvágytól hajtva arra törekedett, hogy a bajor fejedelmi trónöröklés a Wittelsbachok másik ágának, a Habsburgok vetélytársainak kezébe kerüljön.
1799. február 12-én Károly Tivadar agyvérzést kapott. Mária Leopoldina emígyen értesítette erről aktuális szeretőjét, Miksa József pfalz–zweibrückeni herceget:
„Kedves Unokaöcsém, életem legfontosabb pillanatában fordulok Önhöz. A választófejedelem haldoklik. Csak annyi időm maradt, hogy magamat ajánljam Önnek. Gondoljon arra, hogy Ön egyetlen támaszom, és mindaddig, amíg Ön jóindulattal van irántam, számomra a legnagyobb megbecsülés lészen egészen a Pfalz-házhoz tartozhatni. Remélem, Ön meggyőződhetett arról, hogy én mindenkor az Ön legőszintébb barátnőjeként álltam Ön mellett. Most büszke vagyok, hogy az Ön alattvalója lehetek. Türelmetlenül várom Önt, és az Ön utasításaihoz fogom magam tartani.”

### A vígözvegy
1799. február 16-án Károly Tivadar herceg Münchenben elhunyt, örökös hátrahagyása nélkül. Mária Leopoldina cáfolta, hogy áldott állapotban lenne, így a bajor hercegi cím (Herzog von Bayern) és a választófejedelmi méltóság (Kurfürst von Pfalz und Bayern) a Wittelsbach-ház Pfalz–Zweibrücken (francia nevén: Palatinat–Deux-Ponts) ágára szállt. Az elhunyt választófejedelmet február végén a müncheni Szent Kajetán-templom (Theatinerkirche) kriptájában tisztességgel eltemették. Március 12-én az új uralkodó, Miksa József herceg a nép üdvrivalgásától kísérve vonult be a fővárosba.
Az özvegy Mária Leopoldina hercegné beköltözött a választófejedelmek nyári lakhelyére, a Berg kastélyba, a Starnbergi-tó (Starnberger See) partján. Elhunyt férjének rendelkezése alapján anyagilag biztonságban élt, saját udvartartás is kijárt neki. Férjének halála után levetette utolsó erkölcsi aggályait is, sűrűn váltogatta szeretőit, idejének legnagyobb részét botrányos rendezvényeken és szerencsejáték-szalonokban töltötte. Egyik szeretőjétől teherbe esett, az ügy kitudódott, ez a lakosság körében olyan felháborodást kavart, hogy az osztrák és a bajor udvar közös döntést hozott: Mária Leopoldinát két évre Laibachba száműzték, hogy így csillapítsák a botrányt. A főhercegnő egy főrend palotájában elrejtőzve titokban hozta világra gyermekét, akinek neve, apjának személye és későbbi sorsa egyaránt ismeretlen maradt.
Bajorországba visszatérve megvásárolta a Stepperg birtokot a Pfalz–Neuburg Hercegség egykori székvárosának, Neuburg an der Donaunak közelében. Felismerte a jó fekvésű, termékeny vidék gazdasági lehetőségeit. Tanácsadónak felfogadta a sikeres vállalkozót és pénzügyi szakértőt, Joseph von Utzschneidert (1763–1840). Korszerű mezőgazdasági módszerek bevezetésével jelentősen megnövelte a termés mennyiségét, magas nyereséget realizált. Most tűnt ki veleszületett üzleti érzéke. Megvásárolta a szomszédos Rennertshofen birtokot, az ottani sörfőzdével együtt. Hatalmas vagyont halmozott fel, ugyanakkor sok szegény parasztcsaládnak nyújtott rendszeres pénzbeli támogatást.

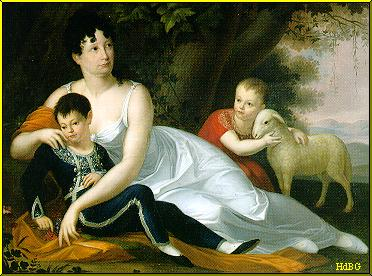
Mária Leopoldina főhercegnő, Arco grófnéja, gyermekeivel Aloys-szal és Maximilian-nal

### Második házassága
Mária Leopoldina új élettárs után nézett, választása a Münchenben élő Ludwig von Arco grófra (1773–1854), az észak-itáliai Arco nemzetség tagjára esett. Szabályszerű házassági ajánlatot tett a grófnak, aki igent mondott neki. A rangon aluli házasság feltételeként a főhercegnőnek le kellett mondania előjogairól, ezentúl nem tekintették a császári ház tagjának. 1804. november 14-én összeházasodtak. Vérmérsékletük különbsége hamar kiütközött, kapcsolatuk mélypontra zuhant, egy időre szét is váltak. Mária Leopoldina inkább földbirtokait igazgatta, a gróf a müncheni társasági életet tartotta fontosabbnak. A konfliktusok ellenére a házasságból három gyermek született:
- Aloys Nicolaus Ambros (1808–1891), Arco–Stepperg grófja, aki Irene Pallavicini grófnőt és őrgrófnőt, Eduard Pallavicini őrgróf leányát, majd később Pauline Oswaldot vette feleségül.
- Maximilian Joseph Bernhard (1811–1885), Arco–Zinneberg grófja, aki Leopoldine von Waldburg zu Zeil und Trauchburg grófnőt vette feleségül.
- Caroline (1814–1815), Arco grófnője, néhány hetes korában meghalt.

A domináns természetű Mária Leopoldina grófné nagyon sok pénzt és energiát fordított fiainak nevelésére. A steppergi birtokon házitanítók jártak hozzájuk, később Münchenbe költöztek anyjukkal, aki jó iskolákba íratta őket.
Münchenben Mária Leopoldina ismét belemerült a társasági életbe, és újabb viszonyokat kezdett fiatal férfiakkal. 1820-ban, 44 éves korában beleszeretett az ifjú Sigmund von Bechern grófba. Több éven át tartó szenvedélyes, de egyoldalú viszonyukból a fiatalember főleg pénzbeli előnyöket húzott, aztán elhagyta az özvegy választófejedelemnét, és feleségül vette a korban hozzá illő Askania von Krauss bárókisasszonyt.
A napóleoni háborúk után I. Miksa bajor király a Habsburg Birodalommal elutasító, Franciaországgal baráti viszonyt ápolt. Ebben szerepet játszott korábbi szeretőjének és bizalmasának, Mária Leopoldinának befolyása, aki ellenségesen viszonyult saját osztrák császári családjához. A dolog igen kínosan érintette I. Ferenc osztrák császárt, mivel Mária Leopoldina legifjabb húgát, Mária Ludovika főhercegnőt 1808-ban ő maga vette feleségül.
Az 1825-ben trónra lépő I. Lajos király (1786–1868) azonban irányt váltott: a német királyságok és a Osztrák Császárság felé fordult. Ennek ellenére továbbra is Mária Leopoldina grófné tanácsaira támaszkodott politikai, gazdasági és pénzügyekben. A szabados életű grófné – paradox módon – élesen kikelt a király és Lola Montez színésznő nyílt viszonya ellen, és nagyon megkönnyebbült, amikor 1848. március 19-én I. Lajos lemondott a trónról fia, II. Miksa József (1811–1864) javára.

### Halála
Néhány hónappal később, 1848. június 23-án Mária Leopoldina grófné éppen Salzburg felé utazott, amikor Wasserburgnál egy elszabadult sószállító szekér ütközött kocsijának, és felborította azt. A grófné a kocsi alá szorult, és csak hosszú órák múlva tudták kiszabadítani. Életveszélyes töréseket és belső sérüléseket szenvedett, néhány perccel kimentése után meghalt. Habsburg–Estei Mária Leopoldina főhercegnőt, Bajorország választófejedelmének özvegyét, Arco grófnéját Steppergben temették el. Először a helység plébániatemplomának kriptájába, innen néhány évvel később átvitték az Arco grófok családi sírkápolnájába, a Szent Antal-hegyre (Sankt-Antoniusberg).

### Személyisége
Mária Leopoldina főhercegnő természete élesen különbözött családjának legtöbb nőtagjától, akik alávetették magukat a dinasztikus érdekeknek. Emancipált gondolkodású volt, magánügyeiben olyan mértékig szabados, ami saját korában botrányt keltett, mai mértékkel is megütközést keltene. Kiemelkedő üzleti tehetséggel és gyakorlati érzékkel rendelkezett. Képes volt ügyeit stratégiai szempontok szerint irányítani, ügyesen tudott alkudozni. Munkabíró volt és becsvágyó, szorgalmasan fejlesztette szakismereteit és közgazdasági tudását. Örökölt vagyonát saját erejéből megsokszorozta. Földbirtokán intenzíven fejlesztette az árutermelést és -kereskedelmet, korszerűsítette freisingi, haagi és kaltenhauseni sörgyártó üzemeit. Befektetései rendre rentábilisnek bizonyultak, pl. a kaltenhauseni sörfőzde modern nagyüzemmé fejlődött. Élete utolsó éveiben érdeklődése az ingatlanügyek mellett a tőzsdei spekulációs ügyletekre is kiterjedt, tanulmányozta a részvényárfolyamokat és befektetési alapokat. Üzleti kapcsolatban állt a frankfurti Oppenheim és Rothschild bankházakkal, jelentős összegeket fektetett vasúti részvényekbe.

## Külső hivatkozások
- Habsburg–Estei Mária Leopoldina főhercegnő családi, életrajzi adatai.
- Károly Tivadar bajor választófejedelem családi, életrajzi adatai.
- Ludwig von Arco gróf családi, életrajzi adatai.
- Ludwig von Arco–Zinneberg adatai.
- Habsburg–Estei Mária Leopoldina főhercegnő adatai.